# 謝良琦
謝良琦（1532年—？），字景韓，又字應韓，直隸常州府武進縣人，民籍，明朝政治人物。

## 生平
嘉靖三十四年（1555年）乙卯科應天鄉試第九十五名舉人，隆慶二年（1568年）中式戊辰科會試第二百三十八名，三甲第一百二十九名進士。授蠡县知县，萬曆元年（1573年）升南京兵部主事。

## 家族
曾祖謝岓；祖父謝天相；父謝元寶，母巢氏。慈侍下。